# Ouragan Guillermo (1997)
Pour les articles homonymes, voir Ouragan Guillermo.
L'ouragan Guillermo est le 10e cyclone tropical et le 4e ouragan de la saison cyclonique 1997 pour le bassin nord-est de l’océan Pacifique. Il s'agit du sixième cyclone le plus puissant enregistré dans le Pacifique, avec des vents de 260 km/h et une pression de 919 hPa.